# Cyprian Kamil Norwid
Cyprian Kamil Norwid, nato Cyprian Konstanty Norwid (Laskowo-Głuchy, 24 settembre 1821 – Parigi, 23 maggio 1883), è stato un poeta, drammaturgo, pittore e scultore polacco.
Le sue opere più conosciute sono i poemi Fortepian Szopena e Bema pamięci żałobny-rapsod, scritte con stile originale e non conformista, tra Classicismo e Parnassianesimo. Oggi è considerato uno dei più importanti poeti romantici europei.

## Biografia

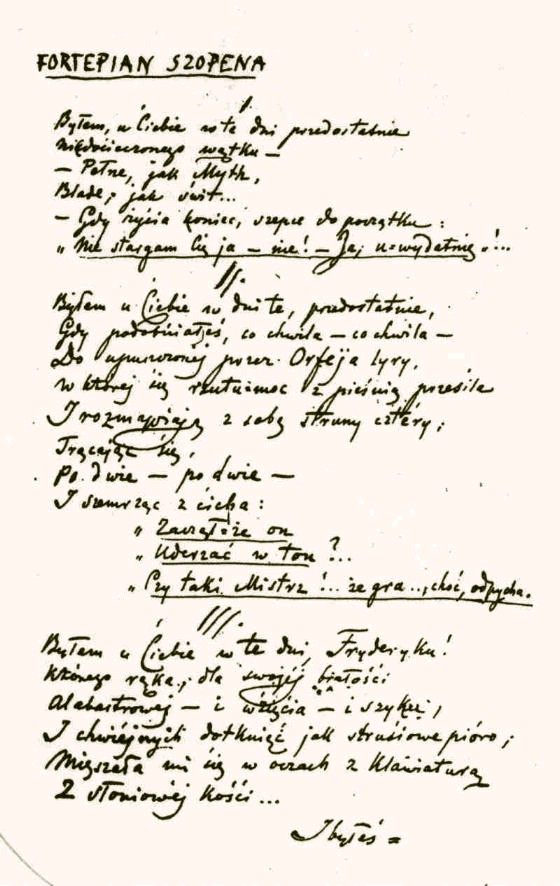
Manoscritto del Fortepian Szopena

Nato in un piccolo villaggio nei pressi di Varsavia, lì studiò sino al 1830, quando interruppe gli studi presso la scuola pubblica per entrare in una privata, dove tuttavia studiò in modo piuttosto irregolare. Approfondendo gli studi sulla poesia, sua unica e vera grande passione, arrivò nel 1840 a scrivere poesie, che poi furono pubblicate dal giornale Piśmiennictwo Krajowe (Scrittori della Nazione). Queste poesie furono successivamente raccolte in Mój ostatni sonet (I miei ultimi sonetti), il suo primo poema.
Nel 1842 soggiornò a Dresda, dove iniziò ad interessarsi di scultura, poi a Venezia e Firenze, secondo la moda di quei tempi. Nel 1844 visitò anche Roma e, nello stesso anno, Berlino. Tornato in Polonia, iniziò a tenere una serie di conferenze soprattutto a Varsavia e Cracovia sulla Pittura e l'Arte più in generale. Partito per la Prussia, fu arrestato e costretto a lasciare il Paese nel 1846. Si trasferì quindi a Bruxelles e poi tornò nuovamente a Roma, dove soggiornò in occasione della Primavera dei popoli nel 1848. Nella città laziale conobbe gli intellettuali polacchi Adam Mickiewicz - forse il più grande poeta polacco in assoluto - e Zygmunt Krasiński.
Tra il 1849 e il 1852 risiedette a Parigi, dove conobbe Fryderyk Chopin, il poeta Juliusz Słowacki, gli scrittori russi Ivan Sergeevič Turgenev e Aleksandr Ivanovič Herzen - tra l'altro teorico del Socialismo. Nella capitale francese visse in modo sregolato tra amori e politica, finendo così in povertà. In quegli anni pubblicò Goniec polski. Il 29 settembre 1852 partì per gli Stati Uniti d'America; giunse a New York il 12 febbraio 1853. Fu uno dei primi intellettuali europei a visitare gli States. Da quasi l'altra parte del mondo sostenne l'iniziativa della Guerra di Crimea contro la Russia.
Ritornato in Europa, chiese a Mickiewciz e Herzen il loro sostegno finanziario. Soggiornò quindi a Londra e poi di nuovo a Parigi, da dove lanciò un messaggio in favore della Rivolta del gennaio 1863. Nel 1866 terminò la stesura del Vade-Mecum, che però non fu pubblicato né in Polonia né a Parigi. Negli anni seguenti, un attacco di tubercolosi ne causò il lento deterioramente e, infine, la morte.

## Opere
- (EN)  The Larva
- (EN)  Mother Tongue (Język ojczysty)
- (EN)  My Song
- (EN)  To Citizen John Brown (Do obywatela Johna Brown)
- (EN)  What Did You Do to Athens, Socrates? (Coś ty Atenom zrobił Sokratesie...)
- (PL)  Fortepian Szopena
- (PL)  Assunta (1870)
- (PL)  Vade-Mecum[collegamento interrotto]